# Мурашкино (Печорский район)
Мурашкино — деревня в Печорском районе Псковской области России. Входит в состав городского поселения «Печоры».
Расположена на юго-западе городского поселения, в 8 км к юго-западу от центра города Печоры и в 1 км от границы с Эстонией. В 2000 году рядом был закрыт недостроенный автомобильный пограничный пункт пропуска Мурашкино (РФ) — Меремяэ (ЭР). По состоянию на 2011 год он остаётся закрытым по причине «отсутствия установленной пограничной инфраструктуры».
До 2005 года входила в состав ныне упразднённой Печорской волости.

## Население
Численность населения деревни по оценке на 2000 год составляла 13 жителей.
| 2001 | 2002 | 2010 |
| ---- | ---- | ---- |
| 13   | ↘11  | ↘5   |